# U Canum Venaticorum
U Canum Venaticorum är en pulserande variabel av Mira Ceti-typ  i stjärnbilden Jakthundarna. 
Stjärnan varierar mellan visuell magnitud +9,0 och 16,1 med en period av 345,65 dygn.